# Lanobre
Lanobre est une commune française située dans le département du Cantal, en région Auvergne-Rhône-Alpes.
Ses habitants sont appelés les Lanobréennes et Lanobréens.

## Géographie

### Localisation
La commune est frontalière de deux départements, le Puy-de-Dôme et la Corrèze et de la région Nouvelle-Aquitaine.
Le territoire de la commune est limitrophe de ceux de six communes.
| Beaulieu                         | Trémouille-Saint-Loup (Puy-de-Dôme) | Cros (Puy-de-Dôme)            |
| Sarroux - Saint Julien (Corrèze) | Lanobre                             |                               |
| Bort-les-Orgues (Corrèze)        |                                     | Champs-sur-Tarentaine-Marchal |

### Géologie et relief
La superficie de la commune est de 4 216 hectares ; son altitude varie de 430 à 896 mètres.

### Hydrographie
Lanobre est bordée à l'ouest par la Dordogne (lac de retenue du barrage de Bort-les-Orgues) et à l'est par son sous-affluent, la Tarentaine, sur plus de huit kilomètres. Elle est également arrosée au nord par la Tialle, affluent de la Dordogne, et par la Panouille, principal affluent de la Tialle.

### Climat
Pour des articles plus généraux, voir Climat d'Auvergne-Rhône-Alpes et Climat du Cantal.
En 2010, le climat de la commune est de type climat de montagne, selon une étude du CNRS s'appuyant sur une série de données couvrant la période 1971-2000. En 2020, Météo-France publie une typologie des climats de la France métropolitaine dans laquelle la commune est exposée à un climat de montagne ou de marges de montagne et est dans la région climatique Ouest et nord-ouest du Massif Central, caractérisée par une pluviométrie annuelle de 900 à 1 500 mm, maximale en automne et en hiver.
Pour la période 1971-2000, la température annuelle moyenne est de 9,4 °C, avec une amplitude thermique annuelle de 15,3 °C. Le cumul annuel moyen de précipitations est de 1 155 mm, avec 12,8 jours de précipitations en janvier et 8,3 jours en juillet. Pour la période 1991-2020, la température moyenne annuelle observée sur la station météorologique de Météo-France la plus proche, sur la commune de Saignes à 12 km à vol d'oiseau, est de 11,3 °C et le cumul annuel moyen de précipitations est de 987,0 mm,. Pour l'avenir, les paramètres climatiques de la commune estimés pour 2050 selon différents scénarios d'émission de gaz à effet de serre sont consultables sur un site dédié publié par Météo-France en novembre 2022.

## Urbanisme

### Typologie
Au 1er janvier 2024, Lanobre est catégorisée commune rurale à habitat dispersé, selon la nouvelle grille communale de densité à 7 niveaux définie par l'Insee en 2022.
Elle est située hors unité urbaine. Par ailleurs la commune fait partie de l'aire d'attraction de Bort-les-Orgues, dont elle est une commune de la couronne,. Cette aire, qui regroupe 11 communes, est catégorisée dans les aires de moins de 50 000 habitants,.
La commune, bordée par un plan d’eau intérieur d’une superficie supérieure à 1 000 hectares, le lac de Bort-les-Orgues, est également une commune littorale au sens de la loi du 3 janvier 1986, dite loi littoral. Des dispositions spécifiques d’urbanisme s’y appliquent dès lors afin de préserver les espaces naturels, les sites, les paysages et l’équilibre écologique du littoral, tel le principe d'inconstructibilité, en dehors des espaces urbanisés, sur la bande littorale des 100 mètres, ou plus si le plan local d’urbanisme le prévoit.

### Occupation des sols
L'occupation des sols de la commune, telle qu'elle ressort de la base de données européenne d’occupation biophysique des sols Corine Land Cover (CLC), est marquée par l'importance des territoires agricoles (46,7 % en 2018), en diminution par rapport à 1990 (47,7 %). La répartition détaillée en 2018 est la suivante : 
forêts (43,7 %), prairies (43,6 %), eaux continentales (5,2 %), zones urbanisées (3,6 %), zones agricoles hétérogènes (3,1 %), milieux à végétation arbustive et/ou herbacée (0,7 %), zones industrielles ou commerciales et réseaux de communication (0,1 %). L'évolution de l’occupation des sols de la commune et de ses infrastructures peut être observée sur les différentes représentations cartographiques du territoire : la carte de Cassini (XVIIIe siècle), la carte d'état-major (1820-1866) et les cartes ou photos aériennes de l'IGN pour la période actuelle (1950 à aujourd'hui).

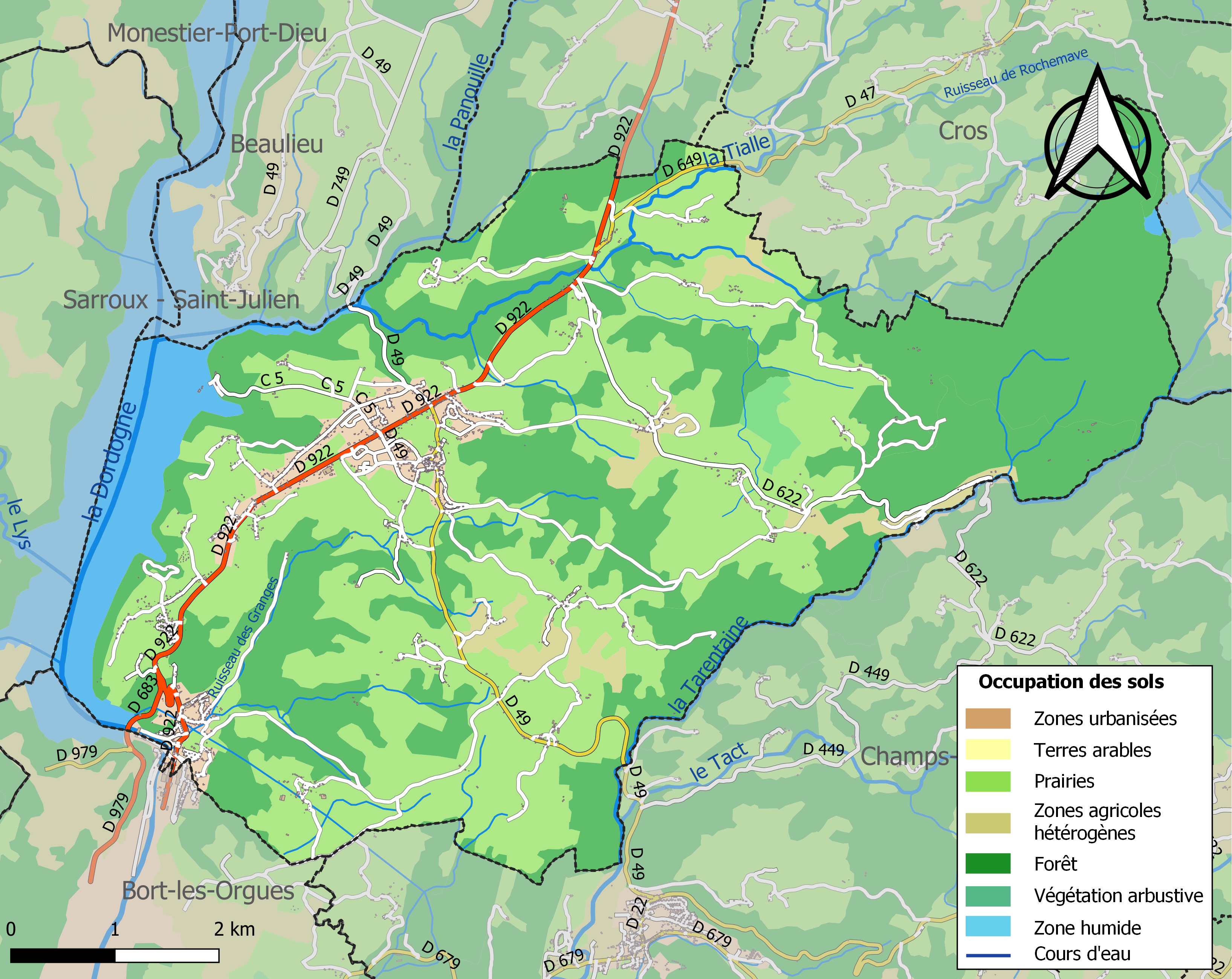
Carte des infrastructures et de l'occupation des sols de la commune en 2018 (CLC).

### Lieux-dits, hameaux et écarts
Autour du bourg principal, la commune rassemble de nombreuses localités de taille modeste correspondant à un habitat rural de faible densité.
- Anglard
- Busange (domaine ruiné)
- Granges
- La Frécaudie
- La Pradelle
- Lasserre
- Le Fraysse
- Lonzanges (lieu-dit)

### Habitat et logement
En 2018, le nombre total de logements dans la commune était de 952, alors qu'il était de 941 en 2013 et de 865 en 2008.
Parmi ces logements, 73,5 % étaient des résidences principales, 11,2 % des résidences secondaires et 15,3 % des logements vacants. Ces logements étaient pour 92,4 % d'entre eux des maisons individuelles et pour 7,6 % des appartements.
Le tableau ci-dessous présente la typologie des logements à Lanobre en 2018 en comparaison avec celle du Cantal et de la France entière. Une caractéristique marquante du parc de logements est ainsi une proportion de résidences secondaires et logements occasionnels (11,2 %) inférieure à celle du département (20,4 %) mais supérieure à celle de la France entière (9,7 %). Concernant le statut d'occupation de ces logements, 79,8 % des habitants de la commune sont propriétaires de leur logement (80 % en 2013), contre 70,4 % pour le Cantal et 57,5 pour la France entière.
| Typologie                                               | Lanobre | Cantal | France entière |
| ------------------------------------------------------- | ------- | ------ | -------------- |
| Résidences principales (en %)                           | 73,5    | 67,7   | 82,1           |
| Résidences secondaires et logements occasionnels (en %) | 11,2    | 20,4   | 9,7            |
| Logements vacants (en %)                                | 15,3    | 11,9   | 8,2            |

## Toponymie
Le nom de la localité est attesté sous les formes Lanobres en 1373, La Nobre en 1535,.
La forme de 1535 résulte d'une mécoupe par analogie avec l'article défini la. Nobre n'a pas de sens. C'est pourquoi, compte tenu de la forme la plus ancienne connue et de la nature de la plupart des noms en -obre dans le domaine occitan, Albert Dauzat propose de reconnaître dans Lanobre une formation toponymique gauloise en -briga « lieu élevé » (« colline, mont > forteresse »), précédé de l'appellatif gaulois *lano- « plaine », il est suivi par Ernest Nègre qui donne cependant à *lanno- le sens d'« endroit consacré », d'après le gallois llan et le breton lan, cependant que les celtisants comme Pierre-Yves Lambert ou Xavier Delamarre considère qu'il s'agit d'un autre mot : *landa > français lande qui a perdu sa finale en -da en brittonique. Il n'est cependant pas exclu que -lānon « plein », dans le composé Mediolanon, ait eu « une connotation religieuse ou mythique qui nous échappe (± 'accomplissement, plénitude'). ».
Remarque : on retrouve l'appellatif -briga dans Cantobre (Aveyron) et dans les Vandeuvre, Vandœuvre du domaine d'oïl, etc..

## Histoire
Le territoire de Lanobre aurait été habité dès l’âge de pierre, c’est-à-dire 5 000 ans environ avant Jésus-Christ. Des vestiges préhistoriques et gallo-romains, découverts au début du XIXe siècle au « lac de Bramefont », démontreraient l’ancienneté de l’occupation du sol. Ce n’est qu’en 1792 que la commune de Lanobre fut créée puis rattachée au département du Cantal. Lanobre était une seigneurie depuis le XIIIe siècle.

## Politique et administration

### Liste des maires
| Période                                  | Période      | Identité              | Étiquette              | Qualité                                                                           |
| ---------------------------------------- | ------------ | --------------------- | ---------------------- | --------------------------------------------------------------------------------- |
| Les données manquantes sont à compléter. |              |                       |                        |                                                                                   |
|                                          |              |                       |                        |                                                                                   |
| 1832                                     | 1848         | Michel Juillard       |                        |                                                                                   |
| 1848                                     | 1851         | Jean Morange          |                        |                                                                                   |
| 1851                                     | 1877         | Remède Trapenard      |                        |                                                                                   |
| 1877                                     | 1891         | Gabriel Trapenard     |                        |                                                                                   |
| 1891                                     | 1919         | Antoine Coudert       |                        |                                                                                   |
| 1919                                     | 1934         | Arsène Tournadre      |                        |                                                                                   |
| 1934                                     | 1947         | Marcel Tyssandier     |                        | Nommé conseiller départemental en 1942                                            |
| 1947                                     | 1959         | Alphonse Juillard     |                        |                                                                                   |
| 1959                                     | 1965 (décès) | Fernand Cellier       | Rad.                   | Médecin Conseiller général du canton de Champs-sur-Tarentaine-Marchal (1945-1965) |
| 1965                                     | 1994         | Jean-Paul Cellier     | SFIO puis UDR puis RPR | Conseiller général du canton de Champs-sur-Tarentaine-Marchal (1965-1998)         |
| 1994                                     | mai 2020     | Jean-Jacques Vialleix | LR                     | Retraité Président de la communauté de communes jusqu'en 2013                     |
| mai 2020                                 | En cours     | Pascal Lorenzo        | DVD                    | administrateur de sociétés                                                        |

### Jumelages
- Bozel (France).

## Population et société

### Démographie

#### Évolution démographique
L'évolution du nombre d'habitants est connue à travers les recensements de la population effectués dans la commune depuis 1793. Pour les communes de moins de 10 000 habitants, une enquête de recensement portant sur toute la population est réalisée tous les cinq ans, les populations de référence des années intermédiaires étant quant à elles estimées par interpolation ou extrapolation. Pour la commune, le premier recensement exhaustif entrant dans le cadre du nouveau dispositif a été réalisé en 2006.

En 2022, la commune comptait 1 350 habitants, en évolution de −5,2 % par rapport à 2016 (Cantal : −1,08 %, France hors Mayotte : +2,11 %).
| 1793  | 1800  | 1806  | 1821  | 1831  | 1836  | 1841  | 1846  | 1851  |
| ----- | ----- | ----- | ----- | ----- | ----- | ----- | ----- | ----- |
| 1 657 | 1 691 | 1 730 | 1 696 | 1 718 | 1 780 | 1 831 | 1 818 | 1 804 |

| 1856  | 1861  | 1866  | 1872  | 1876  | 1881  | 1886  | 1891  | 1896  |
| ----- | ----- | ----- | ----- | ----- | ----- | ----- | ----- | ----- |
| 1 651 | 1 656 | 1 573 | 1 570 | 1 580 | 1 731 | 1 634 | 1 641 | 1 541 |

| 1901  | 1906  | 1911  | 1921  | 1926  | 1931  | 1936  | 1946  | 1954  |
| ----- | ----- | ----- | ----- | ----- | ----- | ----- | ----- | ----- |
| 1 554 | 1 573 | 1 616 | 1 376 | 1 375 | 1 246 | 1 320 | 1 404 | 1 485 |

| 1962  | 1968  | 1975  | 1982  | 1990  | 1999  | 2006  | 2011  | 2016  |
| ----- | ----- | ----- | ----- | ----- | ----- | ----- | ----- | ----- |
| 1 486 | 1 418 | 1 468 | 1 435 | 1 473 | 1 416 | 1 426 | 1 442 | 1 424 |

| 2021  | 2022  | - | - | - | - | - | - | - |
| ----- | ----- | - | - | - | - | - | - | - |
| 1 368 | 1 350 | - | - | - | - | - | - | - |

#### Pyramide des âges
La population de la commune est relativement âgée. En 2021, le taux de personnes d'un âge inférieur à 30 ans s'élève à 18,9 %, soit un taux inférieur à la moyenne départementale (26,5 %). À l'inverse, le taux de personnes d'un âge supérieur à 60 ans (46,8 %) est supérieur au taux départemental (36,6 %).
En 2021, la commune comptait 672 hommes pour 696 femmes, soit un taux de 50,88 % de femmes, inférieur au taux départemental (51,1 %).
Les pyramides des âges de la commune et du département s'établissent comme suit :
| Hommes | Classe d’âge | Femmes |
| ------ | ------------ | ------ |
| 0,9    | 90 ou +      | 3      |
| 12,1   | 75-89 ans    | 17,7   |
| 30,9   | 60-74 ans    | 28,8   |
| 20,6   | 45-59 ans    | 19,2   |
| 15,2   | 30-44 ans    | 13,6   |
| 9,9    | 15-29 ans    | 7,3    |
| 10,4   | 0-14 ans     | 10,3   |

| Hommes | Classe d’âge | Femmes |
| ------ | ------------ | ------ |
| 1,2    | 90 ou +      | 3,1    |
| 10,1   | 75-89 ans    | 13,5   |
| 22,9   | 60-74 ans    | 22,6   |
| 21,8   | 45-59 ans    | 20,5   |
| 16,1   | 30-44 ans    | 15,2   |
| 13,8   | 15-29 ans    | 11,9   |
| 14,2   | 0-14 ans     | 13,3   |

## Culture locale et patrimoine

### Lieux et monuments

#### Mégalithes
La commune comprend :
- Menhir de la Pierre Quillée ou Pierre Quillée
- Dolmen du Frau ou de Vallat

#### Monuments historiques
Lanobre possède deux monuments historiques classés
- Église Saint-Jacques-le-Majeur du XIIe siècle, de style roman de la Haute-Auvergne, classée au titre des monuments historiques par arrêté du 12 avril 1963[27], connue pour ses chapiteaux sculptés notamment la figure de l'Avare[28]
- Château de Val (XVe siècle), propriété de la commune de Bort les orgues, classé et inscrit au titre des monuments historiques[29].
- La section nord du barrage de Bort-les-Orgues fait partie du territoire communal de Lanobre.

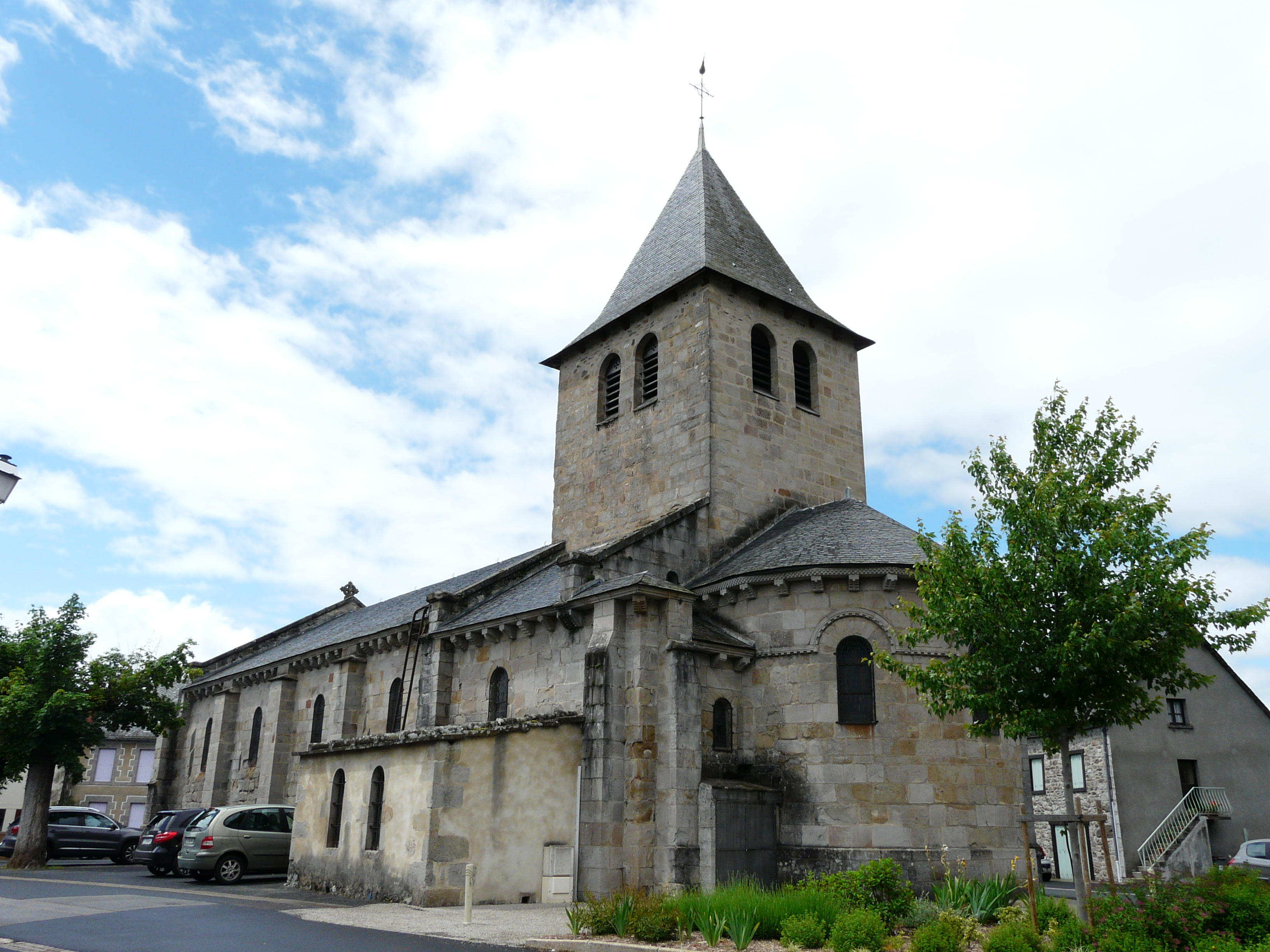
L'église Saint-Jacques-le-Majeur.
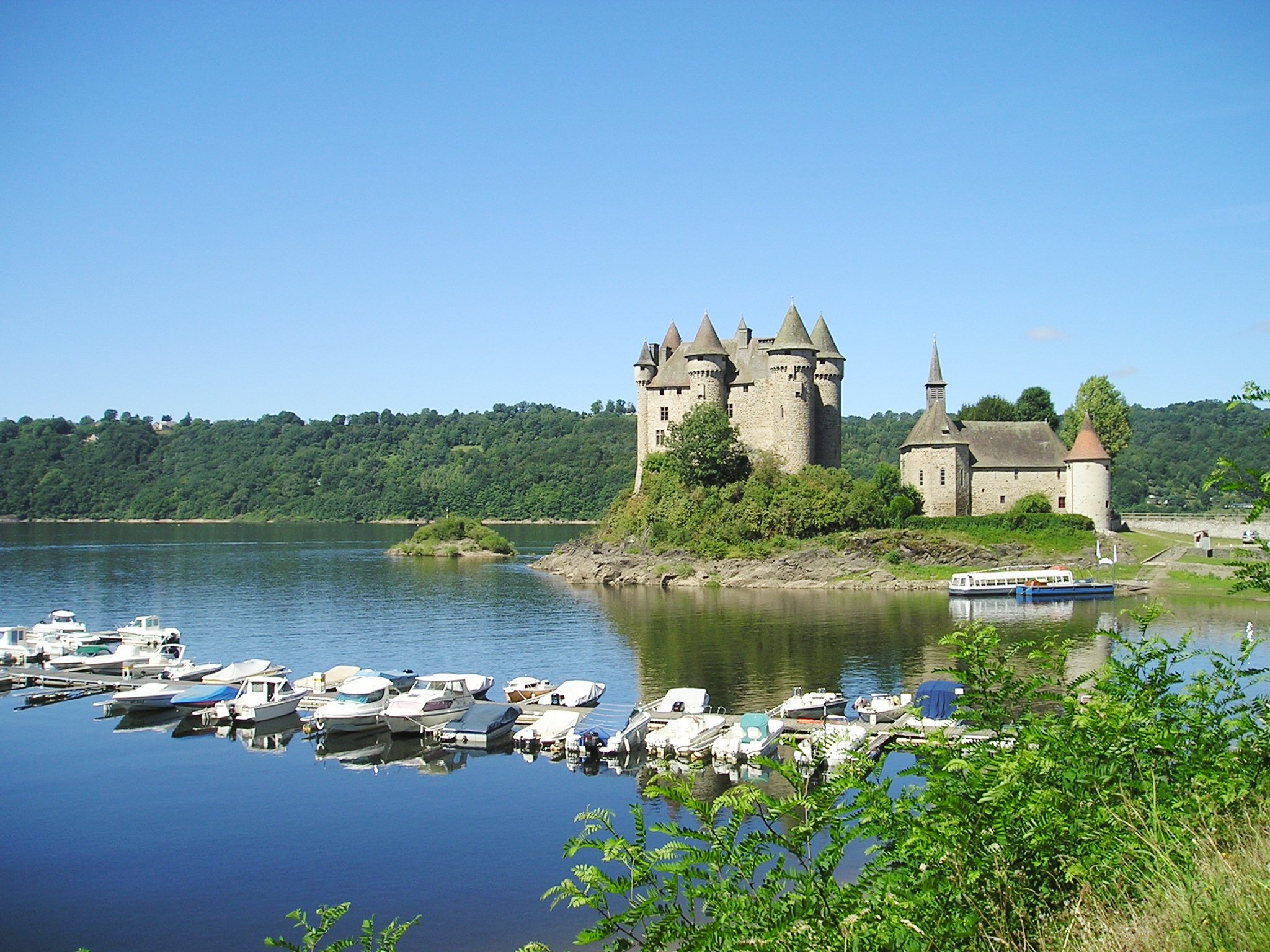
Le château de Val au bord du lac de retenue du barrage de Bort-les-Orgues.
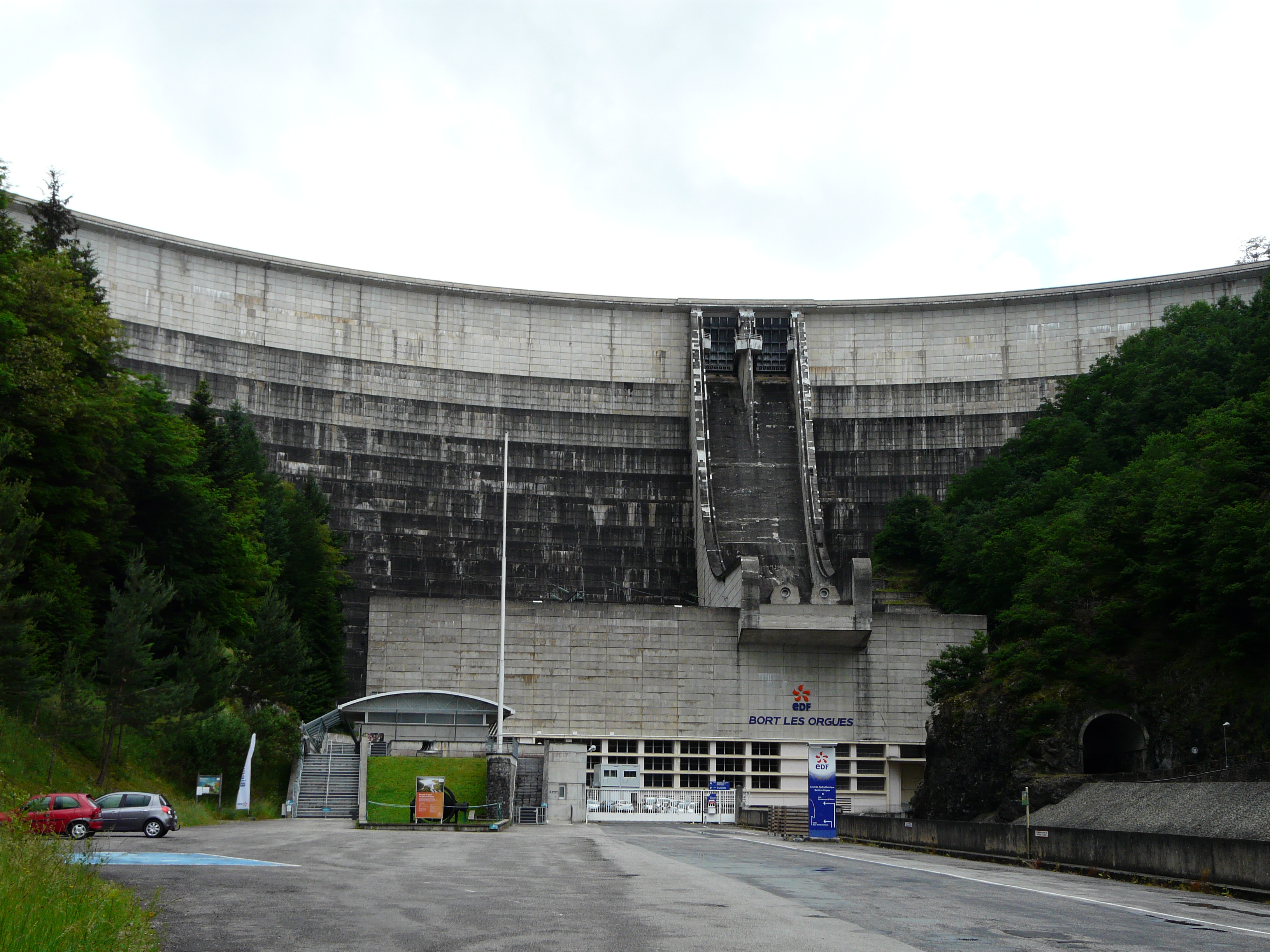
Le barrage de Bort-les-Orgues : la partie à droite est sur le territoire de Lanobre.

### Personnalités liées à la commune
- Édouard Juillard (1932-2001), ancien président de la chambre de commerce et d'industrie de Clermont-Ferrand / Issoire.
- Robert Vigier (1926-1986), natif de Lanobre, joueur de rugby à XV, ayant porté 24 fois le maillot de l'équipe nationale.

### Héraldique
| Blason de Lanobre | Blason  | D’azur semé de trèfles d’or au lion contourné du même brochant sur le tout. |
| Blason de Lanobre | Détails | Le statut officiel du blason reste à déterminer.                            |